# لواء الباقر
لواء الباقر، لواء الامام الباقر یا فوج الامام باقر، گروه شبه‌نظامی سوری به نام امام پنجم شیعیان، محمد باقر تا زمان سقوط رژیم اسد بود که در استان حلب به وجود آمد و در جنگ داخلی سوریه می‌جنگید. این گروه یکی از برجسته‌ترین و بزرگ‌ترین گروه‌های شبه‌نظامی طرفدار دولت در منطقه حلب بود و بخشی از شبکۀ «نیروهای دفاع محلی» بود. تیپ باقر عمدتاً متشکل از افراد قبیلۀ «البقاره» بود که از گذشته از حکومت خانوادۀ اسد حمایت می‌کردند. با وجود این که اعضای آن اکثراً مسلمان سنی بودند؛ بسیاری از آن‌ها به شیعه گرویده‌اند یا حداقل به شدت تحت تأثیر آن بودند. تیپ باقر ارتباطات مستحکمی با حزب‌الله لبنان، ایران و شبه‌نظامیان شیعه عراقی داشت و بنابراین عموماً به عنوان یک نیروی جنگی شیعه یا «شیعه‌شده» در نظر گرفته می‌شد.

## سیاست

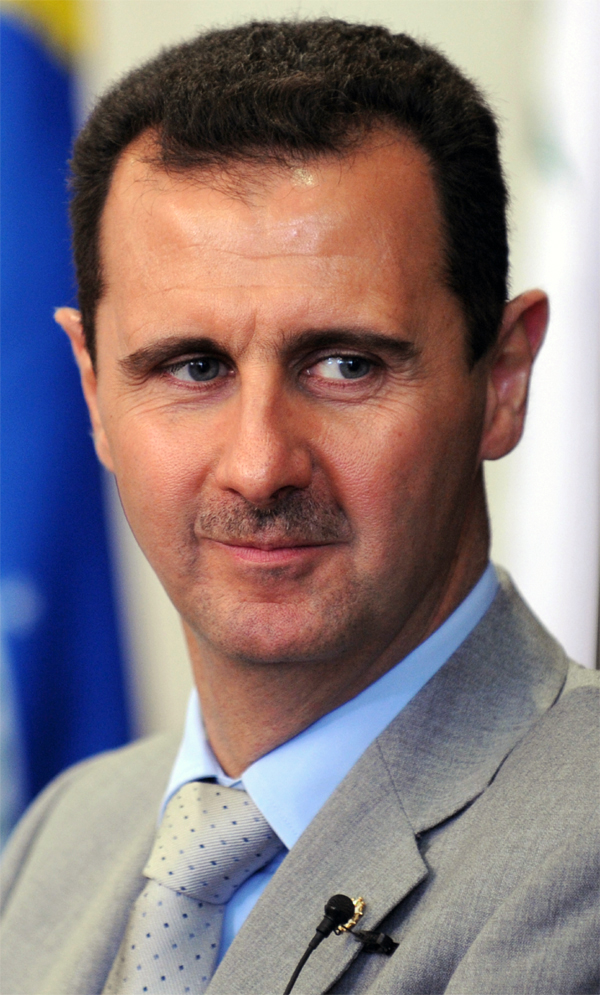
مرتبط

### مشارکت در امور حکومتی و عمرانی
این گروه شبه‌نظامی، همچنین در سیاست داخلی سوریه مشارکت داشت. تیپ باقر از عمر حسین الحسن، «رهبر سیاسی» خود، به عنوان نامزد مستقل در انتخابات مجلس سوریه در سال ۲۰۱۶ و ۲۰۲۰ حمایت کرده بود. این شبه‌نظامیان همچنین با وزارت امور خارجۀ سوریه در امور آشتی ملی همکاری می‌کردند و سعی در میانجیگری بین گروه‌های رقیب در حلب داشته‌اند. در سال ۲۰۱۷،این گروه همچنین هماهنگی آشتی نواف البشیر، یکی از رهبران برجسته قبیله البقاره و حامی سابق مخالفان سوری، را با دولت انجام دادند.
این گروه همچنین به دلیل توزیع کمک‌های بشردوستانه در مناطقی که در آن فعالیت می‌کند، شهرت دارد.